# Línea 528 (Interurbanos Madrid)
La línea 528 de la red de autobuses interurbanos de Madrid une el intercambiador de Príncipe Pío (Madrid) con Navalcarnero.

## Características
Esta línea une Madrid con Navalcarnero en un trayecto de 50 minutos de duración.
Siguiendo la numeración de líneas del CRTM, las líneas que circulan por el corredor 5 son aquellas que dan servicio a los municipios situados en torno a la A-5 y comienzan con un 5.
La línea no mantiene los mismos horarios todo el año, desde el 16 de julio al 31 de agosto se reducen el número de expediciones los días laborables entre semana (sábados laborables, domingos y festivos tienen los mismos horarios todo el año), además de los días excepcionales vísperas de festivo y festivos de Navidad en los que los horarios también cambian y se reducen.
Está operada por Arriva Madrid mediante la concesión administrativa VCM-501 - Madrid – Batres (Viajeros Comunidad de Madrid) del Consorcio Regional de Transportes de Madrid.
Desde el miércoles 15 de enero de 2025, la línea se vio modificada como consecuencia del soterramiento del Paseo de Extremadura, acortando su recorrido hasta Cuatro Vientos, donde los autobuses del corredor 5 tendrán su cabecera provisional mientras duren las obras.

## Horarios

### 1 septiembre - 15 julio
| Lunes a viernes laborables              |                       |                       |                       |                       |                       |                       |                       |                       |                       |                       |                       |                       |                       |                       |                       |                       |                       |                       |                       |                       |                       |                       |                       |                       |                       |                       |                       |                       |                       |                       |                       |                       |                       |                       |                       |                       |                       |
| Madrid > Navalcarnero                   | Madrid > Navalcarnero | Madrid > Navalcarnero | Madrid > Navalcarnero | Madrid > Navalcarnero | Madrid > Navalcarnero | Madrid > Navalcarnero | Madrid > Navalcarnero | Madrid > Navalcarnero | Madrid > Navalcarnero | Madrid > Navalcarnero | Madrid > Navalcarnero | Madrid > Navalcarnero | Madrid > Navalcarnero | Madrid > Navalcarnero | Madrid > Navalcarnero | Madrid > Navalcarnero | Madrid > Navalcarnero | Madrid > Navalcarnero | Navalcarnero > Madrid | Navalcarnero > Madrid | Navalcarnero > Madrid | Navalcarnero > Madrid | Navalcarnero > Madrid | Navalcarnero > Madrid | Navalcarnero > Madrid | Navalcarnero > Madrid | Navalcarnero > Madrid | Navalcarnero > Madrid | Navalcarnero > Madrid | Navalcarnero > Madrid | Navalcarnero > Madrid | Navalcarnero > Madrid | Navalcarnero > Madrid | Navalcarnero > Madrid | Navalcarnero > Madrid | Navalcarnero > Madrid | Navalcarnero > Madrid |
| 06                                      | 07                    | 08                    | 09                    | 10                    | 11                    | 12                    | 13                    | 14                    | 15                    | 16                    | 17                    | 18                    | 19                    | 20                    | 21                    | 22                    | 23                    | 00                    | 05                    | 06                    | 07                    | 08                    | 09                    | 10                    | 11                    | 12                    | 13                    | 14                    | 15                    | 16                    | 17                    | 18                    | 19                    | 20                    | 21                    | 22                    | 23                    |
| 10                                      | 00 20 40              | 00 20 40              | 00 20 40              | 00 30                 | 00 30                 | 00 30                 | 00 30                 | 00 30 50              | 10 30 50              | 10 30 50              | 10 30 50              | 10 30 50              | 10 30 50              | 10 30                 | 00 30                 | 00 30                 | 00 30                 | 00                    | 00 20 40              | 00 20 30 40 50        | 00 10 20 30 40 55     | 05 20 40              | 00 30                 | 00 30                 | 00 30                 | 00 30                 | 00 30 50              | 10 30 50              | 10 30 50              | 10 30 50              | 10 30 50              | 10 30 50              | 10 30                 | 00 30                 | 00 30                 | 00 30                 |                       |
| Sábados laborables, domingos y festivos |                       |                       |                       |                       |                       |                       |                       |                       |                       |                       |                       |                       |                       |                       |                       |                       |                       |                       |                       |                       |                       |                       |                       |                       |                       |                       |                       |                       |                       |                       |                       |                       |                       |                       |                       |                       |                       |
| Madrid > Navalcarnero                   | Madrid > Navalcarnero | Madrid > Navalcarnero | Madrid > Navalcarnero | Madrid > Navalcarnero | Madrid > Navalcarnero | Madrid > Navalcarnero | Madrid > Navalcarnero | Madrid > Navalcarnero | Madrid > Navalcarnero | Madrid > Navalcarnero | Madrid > Navalcarnero | Madrid > Navalcarnero | Madrid > Navalcarnero | Madrid > Navalcarnero | Madrid > Navalcarnero | Madrid > Navalcarnero | Madrid > Navalcarnero | Madrid > Navalcarnero | Navalcarnero > Madrid | Navalcarnero > Madrid | Navalcarnero > Madrid | Navalcarnero > Madrid | Navalcarnero > Madrid | Navalcarnero > Madrid | Navalcarnero > Madrid | Navalcarnero > Madrid | Navalcarnero > Madrid | Navalcarnero > Madrid | Navalcarnero > Madrid | Navalcarnero > Madrid | Navalcarnero > Madrid | Navalcarnero > Madrid | Navalcarnero > Madrid | Navalcarnero > Madrid | Navalcarnero > Madrid | Navalcarnero > Madrid | Navalcarnero > Madrid |
| 06                                      | 07                    | 08                    | 09                    | 10                    | 11                    | 12                    | 13                    | 14                    | 15                    | 16                    | 17                    | 18                    | 19                    | 20                    | 21                    | 22                    | 23                    | 00                    | 05                    | 06                    | 07                    | 08                    | 09                    | 10                    | 11                    | 12                    | 13                    | 14                    | 15                    | 16                    | 17                    | 18                    | 19                    | 20                    | 21                    | 22                    | 23                    |
|                                         | 00                    | 00                    | 00                    | 00                    | 00                    | 00                    | 00                    | 00                    | 00                    | 00                    | 00                    | 00                    | 00                    | 00                    | 00                    | 00                    | 00                    | 00                    |                       | 00                    | 00                    | 00                    | 00                    | 00                    | 00                    | 00                    | 00                    | 00                    | 00                    | 00                    | 00                    | 00                    | 00                    | 00                    | 00                    | 00                    | 00                    |
| Solo de lunes a jueves laborables       |                       |                       |                       |                       |                       |                       |                       |                       |                       |                       |                       |                       |                       |                       |                       |                       |                       |                       |                       |                       |                       |                       |                       |                       |                       |                       |                       |                       |                       |                       |                       |                       |                       |                       |                       |                       |                       |
| Solo viernes laborables                 |                       |                       |                       |                       |                       |                       |                       |                       |                       |                       |                       |                       |                       |                       |                       |                       |                       |                       |                       |                       |                       |                       |                       |                       |                       |                       |                       |                       |                       |                       |                       |                       |                       |                       |                       |                       |                       |

### 16 julio - 31 agosto
| Lunes a viernes laborables              |                       |                       |                       |                       |                       |                       |                       |                       |                       |                       |                       |                       |                       |                       |                       |                       |                       |                       |                       |                       |                       |                       |                       |                       |                       |                       |                       |                       |                       |                       |                       |                       |                       |                       |                       |                       |                       |
| Madrid > Navalcarnero                   | Madrid > Navalcarnero | Madrid > Navalcarnero | Madrid > Navalcarnero | Madrid > Navalcarnero | Madrid > Navalcarnero | Madrid > Navalcarnero | Madrid > Navalcarnero | Madrid > Navalcarnero | Madrid > Navalcarnero | Madrid > Navalcarnero | Madrid > Navalcarnero | Madrid > Navalcarnero | Madrid > Navalcarnero | Madrid > Navalcarnero | Madrid > Navalcarnero | Madrid > Navalcarnero | Madrid > Navalcarnero | Madrid > Navalcarnero | Navalcarnero > Madrid | Navalcarnero > Madrid | Navalcarnero > Madrid | Navalcarnero > Madrid | Navalcarnero > Madrid | Navalcarnero > Madrid | Navalcarnero > Madrid | Navalcarnero > Madrid | Navalcarnero > Madrid | Navalcarnero > Madrid | Navalcarnero > Madrid | Navalcarnero > Madrid | Navalcarnero > Madrid | Navalcarnero > Madrid | Navalcarnero > Madrid | Navalcarnero > Madrid | Navalcarnero > Madrid | Navalcarnero > Madrid | Navalcarnero > Madrid |
| 06                                      | 07                    | 08                    | 09                    | 10                    | 11                    | 12                    | 13                    | 14                    | 15                    | 16                    | 17                    | 18                    | 19                    | 20                    | 21                    | 22                    | 23                    | 00                    | 05                    | 06                    | 07                    | 08                    | 09                    | 10                    | 11                    | 12                    | 13                    | 14                    | 15                    | 16                    | 17                    | 18                    | 19                    | 20                    | 21                    | 22                    | 23                    |
| 20                                      | 00 30                 | 00 30                 | 00 30                 | 00 30                 | 00 30                 | 00 30                 | 00 30                 | 00 30                 | 00 30                 | 00 30                 | 00 30                 | 00 30                 | 00 30                 | 00 30                 | 00 30                 | 00 30                 | 00 30                 | 00                    | 00 30                 | 00 30 50              | 10 30 50              | 10 30                 | 00 30                 | 00 30                 | 00 30                 | 00 30                 | 00 30                 | 00 30                 | 00 30                 | 00 30                 | 00 30                 | 00 30                 | 00 30                 | 00 30                 | 00 30                 | 00 30                 |                       |
| Sábados laborables, domingos y festivos |                       |                       |                       |                       |                       |                       |                       |                       |                       |                       |                       |                       |                       |                       |                       |                       |                       |                       |                       |                       |                       |                       |                       |                       |                       |                       |                       |                       |                       |                       |                       |                       |                       |                       |                       |                       |                       |
| Madrid > Navalcarnero                   | Madrid > Navalcarnero | Madrid > Navalcarnero | Madrid > Navalcarnero | Madrid > Navalcarnero | Madrid > Navalcarnero | Madrid > Navalcarnero | Madrid > Navalcarnero | Madrid > Navalcarnero | Madrid > Navalcarnero | Madrid > Navalcarnero | Madrid > Navalcarnero | Madrid > Navalcarnero | Madrid > Navalcarnero | Madrid > Navalcarnero | Madrid > Navalcarnero | Madrid > Navalcarnero | Madrid > Navalcarnero | Madrid > Navalcarnero | Navalcarnero > Madrid | Navalcarnero > Madrid | Navalcarnero > Madrid | Navalcarnero > Madrid | Navalcarnero > Madrid | Navalcarnero > Madrid | Navalcarnero > Madrid | Navalcarnero > Madrid | Navalcarnero > Madrid | Navalcarnero > Madrid | Navalcarnero > Madrid | Navalcarnero > Madrid | Navalcarnero > Madrid | Navalcarnero > Madrid | Navalcarnero > Madrid | Navalcarnero > Madrid | Navalcarnero > Madrid | Navalcarnero > Madrid | Navalcarnero > Madrid |
| 06                                      | 07                    | 08                    | 09                    | 10                    | 11                    | 12                    | 13                    | 14                    | 15                    | 16                    | 17                    | 18                    | 19                    | 20                    | 21                    | 22                    | 23                    | 00                    | 05                    | 06                    | 07                    | 08                    | 09                    | 10                    | 11                    | 12                    | 13                    | 14                    | 15                    | 16                    | 17                    | 18                    | 19                    | 20                    | 21                    | 22                    | 23                    |
|                                         | 00                    | 00                    | 00                    | 00                    | 00                    | 00                    | 00                    | 00                    | 00                    | 00                    | 00                    | 00                    | 00                    | 00                    | 00                    | 00                    | 00                    | 00                    |                       | 00                    | 00                    | 00                    | 00                    | 00                    | 00                    | 00                    | 00                    | 00                    | 00                    | 00                    | 00                    | 00                    | 00                    | 00                    | 00                    | 00                    | 00                    |
| Solo de lunes a jueves laborables       |                       |                       |                       |                       |                       |                       |                       |                       |                       |                       |                       |                       |                       |                       |                       |                       |                       |                       |                       |                       |                       |                       |                       |                       |                       |                       |                       |                       |                       |                       |                       |                       |                       |                       |                       |                       |                       |
| Solo viernes laborables                 |                       |                       |                       |                       |                       |                       |                       |                       |                       |                       |                       |                       |                       |                       |                       |                       |                       |                       |                       |                       |                       |                       |                       |                       |                       |                       |                       |                       |                       |                       |                       |                       |                       |                       |                       |                       |                       |

## Recorrido y paradas
NOTA: Debido a las obras de soterramiento de la autovía A-5, las paradas sombreadas en rojo se encuentran fuera de servicio, desde el 15 de enero de 2025 hasta fin de obras.

### Sentido Navalcarnero
| Código | Parada                                       | Común con                                                                                         | Conexiones con Metro y Cercanías | Municipio    | Zona |
| ------ | -------------------------------------------- | ------------------------------------------------------------------------------------------------- | -------------------------------- | ------------ | ---- |
| 17051  | Intercambiador de Príncipe Pío (dársena 4)   |                                                                                                   | Príncipe Pío                     | Madrid       |      |
| 881    | Paseo de Extremadura-El Greco                | 36 39 65 511 512 513 514 516 518 521 522 523 524 525 534 538 539 541 545 546 547 548 551 581      |                                  | Madrid       |      |
| 892    | Campamento                                   | 36 39 495 511 512 513 514 516 518 521 522 523 524 525 534 538 539 541 545 546 547 548 551 573 581 | Campamento                       | Madrid       |      |
| 50051  | P.º Extremadura - Cuatro Vientos             | 495 511 512 513 514 516 517 518 521 522 523 524 525 534 538 539 551 560 581                       | Cuatro Vientos                   | Madrid       |      |
| 08376  | Ctra. A-5 - Museo del Aire y del Espacio     | 511 512 513 514 516 517 518 521 522 523 524 525 534 538 539 560                                   |                                  | Madrid       |      |
| 08638  | Ctra. A5 - C.C. Madrid Xanadú                | 529 529A 529H 531 531A 535 538 539 541 545 546 547 548                                            |                                  | Móstoles     |      |
| 08953  | Dehesa Mari Martín - Pol. Ind. Alparrache I  | 529 529A 531 531A 539                                                                             |                                  | Navalcarnero |      |
| 08949  | Trillo - Charcones                           | 531 531A 1                                                                                        |                                  | Navalcarnero |      |
| 08951  | Camino Casarrubios - P.º Alparrache          | 531 531A 1                                                                                        |                                  | Navalcarnero |      |
| 11683  | Ronda de San Juan - Río Tajo                 | 529H 531 531A 535 538 1                                                                           |                                  | Navalcarnero |      |
| 08965  | Ronda de San Juan - P.º de la Estación       | 529H 531A 535 1                                                                                   |                                  | Navalcarnero |      |
| 08964  | Buenavista - Pijorro                         | 529H 530 531A 535 1                                                                               |                                  | Navalcarnero |      |
| 08958  | Av. Castilla - Parque San Sebastián          | 529H 535 541 545 546 547 548                                                                      |                                  | Navalcarnero |      |
| 11551  | Ctra. Navacerrada - Urb. Los Manzanos        | 529H 535 541 545 546 547 548                                                                      |                                  | Navalcarnero |      |
| 20965  | Av. D.ª Mariana Austria - Antonio Celedonio  | 529H                                                                                              |                                  | Navalcarnero |      |
| 17596  | Av. D.ª Mariana Austria - Piscina            | 529H                                                                                              |                                  | Navalcarnero |      |
| 17599  | Av. D.ª Mariana Austria - Alcázar de Segovia | 529H                                                                                              |                                  | Navalcarnero |      |
| 11451  | San Roque - Galileo                          | 529 529A 529H 530 539                                                                             |                                  | Navalcarnero |      |

### Sentido Madrid (P. Pío)
| Código | Parada                                         | Común con                                                                                  | Conexiones con Metro y Cercanías | Municipio    | Zona |
| ------ | ---------------------------------------------- | ------------------------------------------------------------------------------------------ | -------------------------------- | ------------ | ---- |
| 11451  | San Roque - Galileo                            | 529 529A 529H 530 539                                                                      |                                  | Navalcarnero |      |
| 17600  | Av. D.ª Mariana Austria - Fernando el Alfafero | 529H                                                                                       |                                  | Navalcarnero |      |
| 17605  | Av. D.ª Mariana Austria - Piscina              | 529H                                                                                       |                                  | Navalcarnero |      |
| 17597  | Av. D.ª Mariana Austria - Felipe II            | 529H                                                                                       |                                  | Navalcarnero |      |
| 20938  | Av. Castilla - Campo Fútbol                    | 529H                                                                                       |                                  | Navalcarnero |      |
| 08957  | Cuesta del Águila - Jacinto González           | 529H 531A 535 541 545 546 547 548                                                          |                                  | Navalcarnero |      |
| 08963  | Buenavista - Ayuntamiento                      | 529H 530 531A 535 1                                                                        |                                  | Navalcarnero |      |
| 08966  | Ronda de San Juan - Buenavista                 | 529H 531 531A 535 538 1                                                                    |                                  | Navalcarnero |      |
| 11684  | Ronda de San Juan - Río Tajo                   | 529H 531 531A 535 538 1                                                                    |                                  | Navalcarnero |      |
| 08952  | Camino Casarrubios - Plaza de Toros            | 531 531A 1                                                                                 |                                  | Navalcarnero |      |
| 08950  | Constitución - Félix Serrano del Real          | 529 529A 531 531A 539 1                                                                    |                                  | Navalcarnero |      |
| 08954  | Constitución - Ctra. A5                        | 529 529A 531 531A 539                                                                      |                                  | Navalcarnero |      |
| 08639  | Ctra. A5 - C.C. Madrid Xanadú                  | 529 529A 529H 531 531A 535 538 539 541 545 546 547 548                                     |                                  | Móstoles     |      |
| 08377  | Ctra. A-5 - Museo del Aire y del Espacio       | 511 512 513 514 516 517 518 521 522 523 524 525 534 538 539 560                            |                                  | Madrid       |      |
| 08464  | P.º Extremadura - Cuatro Vientos               | 495 511 512 513 514 516 517 518 521 522 523 524 525 534 538 539 551 560 581                | Cuatro Vientos                   | Madrid       |      |
| 893    | Campamento                                     | 39 495 511 512 513 514 516 518 521 522 523 524 525 534 538 539 541 545 546 547 548 551 581 | Campamento                       | Madrid       |      |
| 885    | Surbatán                                       | 36 39 511 512 513 514 516 518 521 522 523 524 525 534 538 539 541 545 546 547 548 551 581  |                                  | Madrid       |      |
| 17051  | Intercambiador de Príncipe Pío (dársena 4)     |                                                                                            | Príncipe Pío                     | Madrid       |      |